# アラン・キャンベル (脚本家)
アラン・A・キャンベル（Alan K. Campbell, 1904年2月21日 - 1963年6月14日）は、アメリカ合衆国の脚本家、俳優である。妻のドロシー・パーカーと共にハリウッド映画の脚本を手がけた。

## 生涯
バージニア州リッチモンドで一人息子として生まれる。バージニア州立軍事学校を卒業し、1920年代にニューヨークに移住する。彼は『ザ・ニューヨーカー』に散文を寄稿し、ブロードウェイ劇にも出演する。1932年にドロシー・パーカーと出会い、その2年後にニューメキシコ州ラトンで結婚する。両者は共にスコットランド人とドイツ系ユダヤ人の家系であった。
キャンベルとパーカー、そしてロバート・カーソンは『スタア誕生』により第10回アカデミー賞脚本賞にノミネートされる。彼とパーカーは『偽りの花園』のリリアン・ヘルマンが他のプロジェクトのために離れた際に追加で会話を書いた。
1942年にキャンベルはフィラデルフィアで軍に入隊し、第二次世界大戦中はヨーロッパで陸軍情報部隊で勤務した。キャンベルとパーカーは1947年に離婚したが1950年に再婚した。2人は1952年から1961年までは別居していたが、キャンベルが死ぬまで婚姻関係は続いた。
1963年6月14日にカリフォルニア州ウェスト・ハリウッドで自殺した。パーカーは意図的に自分を殺したのではなく、「偶然」の死であると主張していたが、彼のベッドの周辺にはバルビツール酸系セコナールのカプセルが散乱し、首と肩から上はビニール袋で覆われていた。検死官の報告書で死因は「過剰摂取による急性バルビツール中毒」と書かれた。遺体は故郷リッチモンドのヘブライ墓地に埋葬された。

## 映画での描写
1977年の映画『ジュリア』ではハル・ホルブルック、1994年の『ミセス・パーカー/ジャズエイジの華』ではピーター・ギャラガーがキャンベルを演じた。

## 主なフィルモグラフィ
- The Moon's Our Home （1936年） 追加台詞
- 暁の爆撃隊 Suzy （1936年） 脚本
- Lady Be Careful （1936年） 脚本
- Three Married Men （1936年） 脚本
- スタア誕生 A Star Is Born （1937年） 脚本
- Sweethearts （1938年） 脚本
- 貿易風 Trade Winds （1938年） 脚本
- 偽りの花園 The Little Foxes （1941年） 追加場面・台詞
- Week-End for Three （1941年） 脚本
- 運命の饗宴 Tales of Manhattan （1942年） 原案・脚本
- Woman on the Run （1950年） 脚本
- スタア誕生 A Star Is Born （1954年） 原作